# ميلوس ماركوفيتش (لاعب كرة قدم)
ميلوس ماركوفيتش هو لاعب كرة قدم صربي، ولد في 10 ديسمبر 1986 في بلغراد في صربيا. لعب مع راد بيوغراد وملادوست لوتشاني ونادي بوراتس بانيا لوكا ونادي بياترا نيامتس.

## وصلات خارجية
- ميلوس ماركوفيتش على موقع قاعدة بيانات كرة القدم.إي يو (الإنجليزية)
- ميلوس ماركوفيتش على موقع Soccerway.com (الإنجليزية)